# كاثي يونغ (مغنية)
كاثي يونغ (بالإنجليزية: Kathy Young)‏ هي مغنية أمريكية، ولدت في 21 أكتوبر 1945 في سانتا آنا في الولايات المتحدة.

## وصلات خارجية
- كاثي يونغ على موقع IMDb (الإنجليزية)
- كاثي يونغ على موقع ميوزك برينز (الإنجليزية)
- كاثي يونغ على موقع أول ميوزيك (الإنجليزية)
- كاثي يونغ على موقع ديسكوغز (الإنجليزية)